# Juliana Luisa de Frisia Oriental
Juliana Luisa de Frisia Oriental (en alemán, Juliane Luise von Ostfriesland; Aurich, 13 de junio de 1698-Harzgerode, 6 de febrero de 1740) fue una princesa de Frisia Oriental, miembro de la Casa de Cirksena, y por matrimonio duquesa de Schleswig-Holstein-Sonderburg-Plön.

## Biografía
Juliana Luisa nació el 13 de junio de 1698, la novena de un total de diez hijos del príncipe de Frisia Oriental, Cristián Everardo, y de su primera esposa, Eberardina Sofía de Oettingen-Oettingen. Su madre murió dos años después de su nacimiento, razón por la cual Juliana Luisa fue enviada con su tía, Cristina Luisa de Oettingen-Oettingen, princesa de Brunswick-Wolfenbüttel, y creció con sus primas mayores que ella, Carlota Cristina y Antonieta Amalia de Brunswick-Wolfenbüttel. En Brunswick, Juliana Luisa estuvo muy unida a Carlota Cristina. Alrededor de 1710, se planteó el compromiso entre el zarévich Alejo de Rusia y Carlota Cristina; ella inicialmente dudaba seriamente en casarse con él, y Juliana Luisa ha sido acusada de aumentar estas dudas. El 25 de octubre de 1711, la joven pareja se casó en el castillo Hartenfels, en Torgau. Juliana Luisa se trasladó a San Petersburgo con la pareja para estar cerca de su prima. Su matrimonio con el zarévich fue muy infeliz y Carlota Cristina murió a los 21 años, después del nacimiento de su segundo hijo en 1715.
Juliana Luisa se casó el 17 de febrero de 1721 con Joaquín Federico, duque de Schleswig-Holstein-Sonderburg-Plön, cuya primera esposa, Magdalena Juliana de Zweibrücken-Birkenfeld, había muerto poco antes, el 5 de noviembre de 1720. El matrimonio de Juliana Luisa fue negociado por la duquesa Isabel Sofía María de Schleswig-Holstein-Norburg. El matrimonio duró menos de un año; Joaquín Federico murió el 28 de enero de 1722. En mayo de 1722, Juliana Luisa sufrió un aborto espontáneo. La pareja no tuvo descendencia sobreviviente. Ella falleció el 6 de febrero de 1740 en Harzgerode.